# Striatum

Striatum (rot) innerhalb des Gehirns mit Amygdala (rosa) und Thalamus (blau), laterale Ansicht

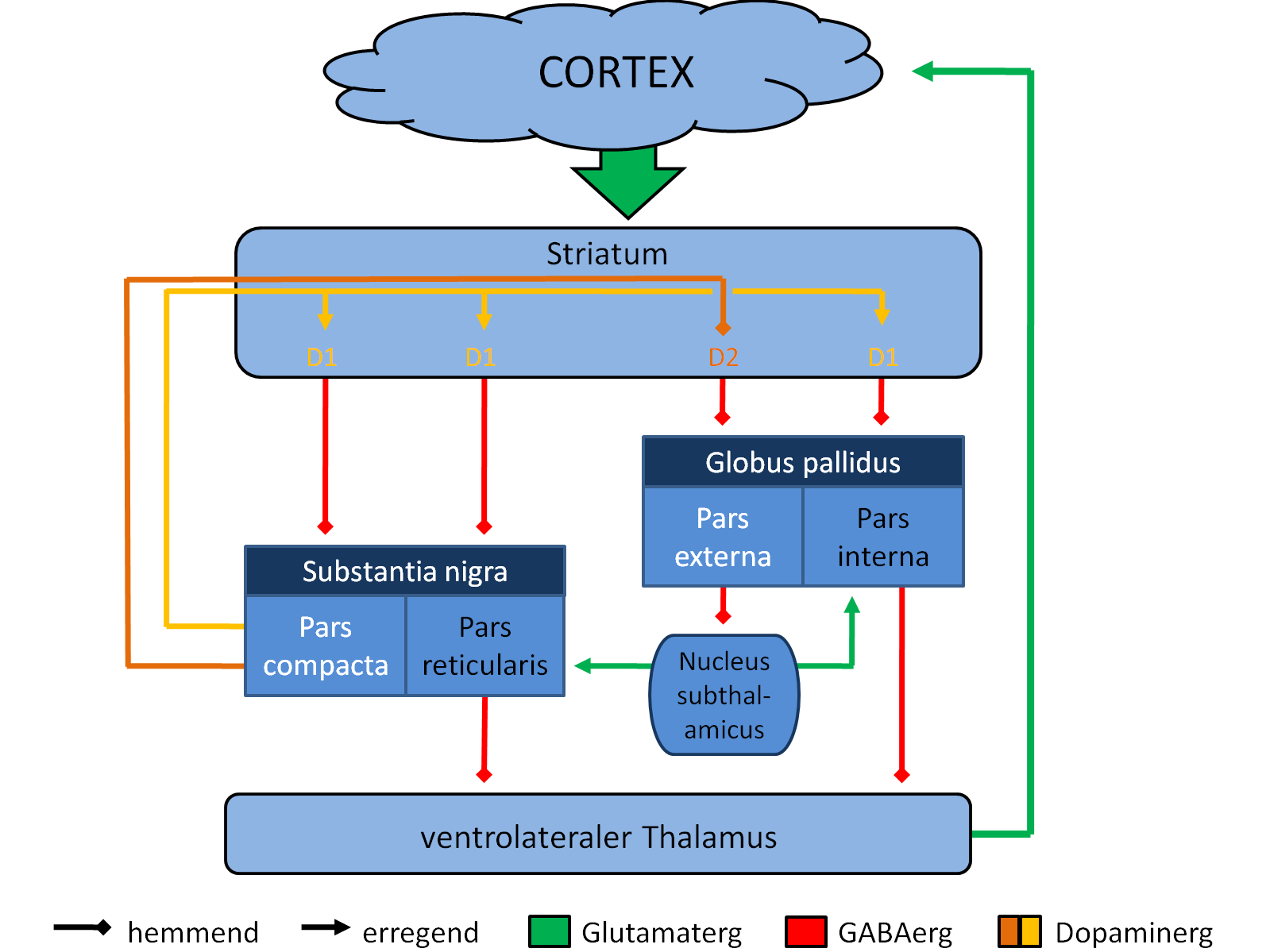
Vernetzung der Kerne im Basalgangliensystem

Das Corpus striatum (oder kurz Striatum) ist ein Teil der Basalganglien, die zum Großhirn gehören. Diese zusammengesetzte Bezeichnung bedeutet „Streifenkörper“ oder „Streifenhügel“ und leitet sich von lateinisch corpus ‚Körper‘ und striatus ‚gestreift‘ ab.
Das Striatum bildet die Eingangsstation der Basalganglien und ist Bestandteil bedeutsamer neuronaler Regelkreise, die einen elementaren funktionellen Stellenwert für den frontalen (exekutiven) Teil des Gehirns haben (siehe Exekutive Funktionen), und die das Zusammenwirken von Motivation, Emotion, Kognition und dem Bewegungsverhalten auf neuronaler Ebene realisieren.

## Anatomie
Das Striatum liegt in der Basis jeder Großhirnhälfte seitlich des Thalamus. Es wird in Paläostriatum (dazu gehört der Nucleus accumbens) und Neostriatum unterteilt und besteht aus dem Nucleus caudatus und Putamen. Nucleus caudatus und Putamen liegen in der frühen Embryonalentwicklung zusammen und werden dann durch das Durchwachsen der Capsula interna, der längsten Projektionsbahn des zentralen Nervensystems (ZNS), getrennt. Sie bleiben jedoch über feine Streifen grauer Substanz verbunden und werden daher zusammen als Striatum bezeichnet. Diese Zusammenfassung ist nicht nur morphologisch, sondern auch funktionell relevant. 
Ventral sind Nucleus caudatus und Putamen durch den Nucleus accumbens verbunden. Diese Region wird auch als ventrales Striatum oder Fundus-Striatum bezeichnet. Das ventrale Striatum wird mit dem Nucleus basalis und der zentromedialen Amygdala auch als Substantia innominata zusammengefasst.
Projektionen münden in das Striatum aus der Großhirnrinde und der Substantia nigra sowie aus verschiedenen Kerngebieten des ZNS, z. B. aus den Raphekernen (Nuclei raphes) und der Formatio reticularis.
Fast von der gesamten Großhirnrinde, genauer von den Nervenzellen der Schicht V, gelangen Informationen zum Striatum als der Eingangsstation der Basalganglien. Diese kortiko-striatalen Verbindungen sind exzitatorisch und arbeiten mit dem Neurotransmitter Glutamat (exzitatorische glutamaterge Transmission). Über die Pars reticularis der Substantia nigra (SNR) und den Globus pallidus internus (GPI) –  die Ausgangsstationen der Basalganglien –  gelangt die von den Basalganglien verarbeitete Endinformation (inhibitorisch GABA-erge Transmission) zum Thalamus und vom Thalamus (exzitatorisch, glutamaterg) primär zur frontalen Hirnrinde zurück.

## Krankheiten
Die von den Nervenzellen der Substantia nigra (Pars compacta) ausgehende dopaminerge Projektion zum Striatum ist ein intensiv erforschter Modulationsweg innerhalb der Basalganglien, weil man erkannt hat, dass seine Störung infolge einer vorzeitigen Degeneration der dopaminergen Nervenzellen der Substantia nigra zu den Symptomen der Parkinsonschen Krankheit führt.
Weitere Erkrankungen, die vom Striatum ausgehen können, sind beispielsweise das Striatum-Syndrom (neostriär) mit Hyperkinese (Athetose, Chorea), Tremor und das Tourette-Syndrom. Das Parkinson-Syndrom ist dagegen eine paläostriäre Erkrankung.